# Neolimnia tranquilla
Neolimnia tranquilla är en tvåvingeart som först beskrevs av Frederick Wollaston Hutton 1901.  Neolimnia tranquilla ingår i släktet Neolimnia och familjen kärrflugor. Inga underarter finns listade i Catalogue of Life.